# Andreas Umland
Andreas Umland (1967, Jena, República Democrática Alemana) es un politólogo alemán que estudia la historia contemporánea de Rusia y Ucrania, así como las transiciones de régimen. Ha publicado sobre la extrema derecha postsoviética, la descentralización municipal, el fascismo europeo, la educación superior poscomunista, la geopolítica de Europa del Este, el nacionalismo ucraniano y ruso, los conflictos de Donbas y Crimea, así como las políticas de vecindad y ampliación de la UE. Es experto sénior en el Instituto Ucraniano para el Futuro en Kiev, así como investigador en el Instituto Sueco de Asuntos Internacionales en Estocolmo. Vive en Kiev y enseña como profesor asociado de política en la Academia Mohyla de la Universidad Nacional de Kiev. En 2005-2014, participó en la creación de un nuevo programa de maestría en estudios alemanes y europeos administrado conjuntamente por la Academia Kiev-Mohyla y la Universidad de Jena.

## Biografía
Nacido en 1967 en la ciudad de Jena, Turingia, Alemania del Este, Umland se educó en la Escuela Superior Especial Erich Weinert para la preparación para los estudios de profesores rusos (Spezialoberschule zur Vorbereitung auf das Russischlehrerstudium, EWOS) en Wiesenburg, Mark Brandenburg, en 1981-1985. Estudió ruso, periodismo, historia y política en la Universidad Karl Marx de Leipzig en 1989-1990 (Traductor certificado por el Estado / Staatlich geprüfter Übersetzer), Universidad Libre de Berlín en 1990-1992 y 1994-1995 (Instituto Otto Suhr, Ciencias Políticas Diploma / Diplom-Politologe), Universidad de Oxford en 1992-1994 (St. Cross College, Maestría en Filosofía en Estudios Rusos y de Europa Oriental M.Phil.) Y Universidad de Stanford en 1996-1997 (Maestría en Artes en Ciencias Políticas AM), con becas de la Fundación Friedrich Ebert, el Ministerio de Asuntos Exteriores y de la Commonwealth, el Servicio Alemán de Intercambio Académico (DAAD) y la Fundación Alemana de Becas Académicas (ERP-Stipendienprogramm der Studienstiftung des Deutschen Volkes).
En 1999, recibió el título de Dr. Phil. (Doctor en Filosofía) Licenciado en Historia por la Universidad Libre de Berlín (Instituto Friedrich Meinecke), con una disertación sobre el ascenso de Vladímir Zhirinovski en la política rusa (Beca NaFöG del Land Berlin). En 2008, recibió un doctorado (Doctor en Filosofía) en Política de la Universidad de Cambridge (Trinity College / Facultad de Ciencias Sociales y Políticas), con una disertación sobre la "sociedad no civil" rusa postsoviética (Kurt Hahn Beca Trust).
Fue miembro de la OTAN en la Institución Hoover de Stanford sobre Guerra, Revolución y Paz en 1997-1999, y miembro Thyssen en el Centro Weatherhead de Asuntos Internacionales y el Centro Davis de Estudios Rusos de Harvard, en 2001-2002. Enseñó, como proyecto de educación cívica y profesor invitado de la Fundación Bosch, en la Facultad de Relaciones Internacionales de la Universidad Estatal de los Urales de Ekaterimburgo, en 1999-2001, y en el Departamento de Ciencias Políticas de la Academia de la Universidad Nacional de Kiev-Mohyla, en 2002 –2003. De enero a diciembre de 2004, fue profesor temporal de estudios rusos y de Europa del Este en la Universidad de Oxford y miembro del St. Antony's College de Oxford. Umland fue profesora del Servicio Alemán de Intercambio Académico (DAAD) en el Instituto de Relaciones Internacionales de la Universidad de Kiev Shevchenko, en 2005-2008, así como del Departamento de Ciencias Políticas de la Academia de Kiev-Mohyla, en 2010-2014. En 2008-2010, Umland fue profesor titular (Akademischer Rat) de historia contemporánea de Europa del Este en la Facultad de Estudios Históricos y Sociales de la Universidad Católica de Eichstätt-Ingolstadt en Baviera y, en 2019-2021, profesor adjunto (Lehrbeauftragter) de Asuntos postsoviéticos en el Instituto de Ciencias Políticas de la Universidad Friedrich Schiller de Jena.
En 2014, se convirtió en Senior Fellow en el Instituto de Cooperación Euroatlántica (Ukr .: IEAS) en Kiev, en 2019, en 2019, Non Resident Fellow en el Centro de Política Europea del Instituto de Relaciones Internacionales (Checo: UMV) en Praga. y, en 2020, Experto Senior en el Programa de Estudios Europeos, Regionales y Rusos del Instituto Ucraniano para el Futuro (Reino Unido: UIM) en Kiev, así como Investigador en el Programa de Rusia y Eurasia del Instituto Sueco. de Asuntos Internacionales (Suecia: UI) en Estocolmo.

## Afiliación
Umland es miembro de:
- Patronato del Centro Académico Boris Nemtsov para el Estudio de Rusia en Praga[9]
- Junta Directiva de COMFAS - La Asociación Internacional de Estudios Fascistas Comparados en Budapest[10]
- Consejo Asesor de la ONG "Derechos en Rusia" en Somerset, Reino Unido
- Junta de Asesores del Centro de Investigación Andrei Sakharov para el Desarrollo Democrático en Kaunas[11]
- Círculo de amigos de la plataforma germano-ucraniana “Diálogo de Kiev” en Berlín
- KomRex - El Centro de Estudios de Extremismo de Derecha, Educación para la Democracia e Integración Social en Jena[12]
- Valdai Discussion Club en Moscú[13]

## Editor
Umland ha sido el fundador y editor general de la serie de libros académicos "Política y sociedad soviética y postsoviética" (est. En 2004), así como fundador y coleccionista de la serie de libros "Ukrainian Voices" (est. En 2019) publicado por ibidem-Verlag en Stuttgart / Hannover y distribuido por Columbia University Press. Es coeditor, desde 2008, de la revista web rusa con sede en Baviera "Форум новейшей восточноевропейской истории и культуры" (Foro de Historia y Cultura Contemporáneas de Europa Oriental).
Es miembro de los consejos editoriales de la serie de libros "Exploraciones de la extrema derecha", "Revista de política y sociedad soviéticas y postsoviéticas" y "Forum für osteuropäische Ideen- und Zeitgeschichte" (Foro de ideas y contemporáneas de Europa del Este). History) publicado por ibidem-Verlag en Stuttgart / Hannover, "Fascism: Journal of Comparative Fascist Studies" (Brill Publishers, Leiden y NIOD, Ámsterdam), "CEU Political Science Journal" (Universidad de Europa Central, Budapest), así como "La Revista de Ideología y Política" (Fundación para la Buena Política, Kiev).